# (32928) Xiejialin
(32928) Xiejialin est un astéroïde de la ceinture principale, de la famille de Hungaria.

## Description
(32928) Xiejialin est un astéroïde de la ceinture principale, de la famille de Hungaria. Il présente une orbite caractérisée par un demi-grand axe de 1,93 UA, une excentricité de 0,07 et une inclinaison de 17,4° par rapport à l'écliptique.

## Compléments